# Pappachen Pradeep
Naduparambil Pappachen Pradeep, ibland känd som NP Pradeep, född 28 april 1983 i Idukki, är en indisk före detta fotbollsspelare.
Han spelade 42 landskamper för Indiens landslag och var uttagen till Asiatiska mästerskapet 2011.